# Jacksonville Icemen
Die Jacksonville Icemen sind ein US-amerikanisches Eishockeyfranchise aus Jacksonville im US-Bundesstaat Florida, das mit Beginn der Saison 2017/18 in der ECHL spielt. Es fungiert als Farmteam der Buffalo Sabres aus der National Hockey League und trägt seine Heimspiele in der VyStar Veterans Memorial Arena aus.

## Geschichte
Der Vorläufer der Jacksonville Icemen waren die Evansville IceMen, die von 2012 bis 2016 ebenfalls in der ECHL aufliefen. Während der Saison 2015/16 scheiterten alle Verhandlungen des Teams mit der Stadt Evansville um einen neuen Pachtvertrag für dessen Heimspielstätte, das Ford Center. In der Folge gab Eigentümer Ron Geary im Januar 2016 den Umzug des Teams nach Owensboro, Kentucky bekannt. Wiederum einen Monat später bestätigte die ECHL den Umzug der IceMen nach Owensboro, wobei das Team erst mit der Saison 2017/18 den Spielbetrieb aufnehmen sollte, um genug Zeit für Renovierungen an der neuen Spielstätte einzuräumen. Im September 2016 gab Geary jedoch bekannt, dass die Renovierungen an der Arena (Owensboro Sportscenter) deutlich aufwändiger und teurer wären, als ursprünglich gedacht, sodass man sich final gegen den Kauf und den Umzug des Teams nach Owensboro entschied. Im Februar 2017 wurde verkündet, dass die ECHL einem Umzug des Teams nach Jacksonville im US-Bundesstaat Florida zugestimmt hat. Im Juli 2017 gab das Team eine Zusammenarbeit mit den Winnipeg Jets aus der National Hockey League sowie den Manitoba Moose aus der American Hockey League (AHL) bekannt.
Als erster Cheftrainer wurde der Kanadier Jason Christie vorgestellt, der zuvor bereits zahlreiche ECHL-Teams betreut hatte, unter anderem die Utah Grizzlies, die Ontario Reign und die Tulsa Oilers.
Zur Saison 2021/22 ging man eine neue NHL-Kooperation mit den New York Rangers ein.